# 鈴木文
鈴木 文（すずき あや、1967年11月18日 - ）は、日本の陸上競技選手。専門は砲丸投、ハンマー投。元砲丸投日本記録保持者、ハンマー投アジア記録保持者。女子ハンマー投のパイオニアとして知られる。静岡県浜松市出身。浜松市立天竜中学校、静岡県立浜松工業高等学校卒業。広島県のチチヤス乳業に所属した。

## 経歴
父親はハンマー投げで日本記録を出した鈴木規市。長兄の宗一（浜松北）は1977年（昭和52年）の岡山インターハイでハンマー投げ優勝、次兄の庸平（浜松工）は1980年（昭和55年）の愛媛インターハイでハンマー投げ優勝（後の国体で高校記録を樹立）、姉の多夏（浜松工）は1983年（昭和58年）の愛知インターハイ、翌1984年（昭和59年）の秋田インターハイで円盤投げ優勝と、全国的に「投てき一家」として知られる存在だった。そして文自身も、1985年（昭和60年）の石川インターハイで砲丸投げを、全国高校新記録（当時）となる14m81cmで優勝している。
兄姉三人は、父の規市が「世界では通用しない」と高校卒業後に競技を引退させているが、末娘の文だけは「兄姉と比較して素質が違う」と、高校卒業後も自分の手元において競技を続行させた。
1989年、ハンマー投で61m20のアジア記録を樹立。これは、国際的に女子でハンマー投に取り組む人口が少なかった当時、世界最高記録であるとされたが、国際陸上競技連盟が女子ハンマー投を正式種目として承認していなかったため、世界最高記録としては公認されなかった。また、日本陸上競技連盟も公認しなかった。1993年、ハンマー投で60m90の日本新記録を樹立。1995年、日本選手権で初めて採用された女子ハンマー投で優勝。以後、2000年まで6連覇を果たした。1999年、61m33の日本新記録を樹立し、1989年にマークした幻の世界記録を破った。2001年、綾真澄に日本記録を更新され、日本選手権でも敗れた。その後は、綾や室伏由佳の台頭により一線を退いた。砲丸投では1986年から1990年まで5連覇、1992年から1994年まで3連覇を飾り、計8度日本選手権を制している。

## 主な受賞歴
- 中国新聞スポーツ賞

## 記録
- 砲丸投 - 16m22 （1993年4月29日）
- ハンマー投 - 61m33 （1999年11月3日）